# Rio Sombrio
O rio Sombrio é um curso de água que banha o estado da Paraíba, no Brasil.